# Jérôme Ludovic de Solages
Pour les autres membres de la famille, voir Famille de Solages.
Jérôme-Ludovic-Marie, marquis (titre de courtoisie) de Solages, né à Carmaux le 20 juillet 1862 et mort dans son château de la Cour à Souday le 15 juin 1927, est un industriel et un homme politique français.

## Biographie
Descendant de François Gabriel de Solages, Jérôme-Ludovic-Marie de Solages est le fils du marquis Gabriel de Solages (1829-1886) et d'Alix de Courtarvel (fille de Claude-René-César de Courtarvel et héritière du château de la Seilleraye à Carquefou).
S'il est connu publiquement sous le prénom de Jérôme, on le prénomme Ludovic dans sa famille.
Suivant de brillantes études, notamment au collège jésuite de Vaugirard, malgré des difficultés de santé, il voyage beaucoup (Amérique du Nord, Mexique, Égypte, Moyen-Orient) et mène alors une vie mondaine et sportive. Mais, après les décès successifs de son père (1886) et de son grand-père Achille de Solages (1887), il entre en 1888 au conseil d'administration de la Société des Mines de Carmaux. Il est président de la Société des Mines de Carmaux de 1898 à 1927. À la tête des mines, il poursuit une vision de  paternalisme industriel en faveur des ouvriers et de leurs familles (logements, école, hôpital, œuvres religieuses, etc).
Il était président du conseil d'administration des mines de Carmaux, fondateur de la Compagnie générale industrielle à Paris, administrateur de la Compagnie du canal de Beaucaire et membre du comité de direction du Comité central des houillères de France.
Royaliste légitimiste, s'opposant aux mesures anticléricales, il commence son activité politique comme conseiller municipal de Blaye-les-Mines et conseiller général du Tarn pour le canton de Carmaux-Nord (1889-1895). En 1889, il se fait élire député du Tarn, dans le 2e circonscription d'Albi. 
Il démissionne le 14 octobre 1892 lors des grèves très dures qui affectent le bassin minier de Carmaux. Il est remplacé à l'Assemblée nationale par Jean Jaurès, mais parvient à le battre lors des élections législatives de 1898. Il échoue, face à Jean Jaurès, en 1902 et 1906. Il se retire ensuite de la vie politique pour se consacrer à ses activités professionnelles.
Il était propriétaire du château de la Verrerie à Carmaux et du château de la Cour à Souday, ainsi que membre du Jockey Club de Paris et de la Société hippique française. Il était chevalier de l'ordre souverain de Malte.
Une statue du marquis de Solages a été réalisé par le sculpteur Paul Niclausse en 1932. Elle se trouve au Musée/Centre d'art du Verre de l'ancien domaine de la Verrerie à Carmaux/Blaye.

### Vie familiale
Il épouse Marie-Louise Reille, fille de René Reille et de Geneviève Soult de Dalmatie (présidente de la Ligue patriotique des Françaises). Elle meurt en couches en 1891. Ils ont trois enfants :
- Thibaut, dit le marquis Thibaut[2] (1889-1972), homme d'affaires, président délégué de la Compagnie minière de Carmaux, président de la Société minière et électrique des Landes, de Lioré et Olivier et de la Banque générale industrielle, administrateur de la Société de construction des Batignolles, de Ford SAF, de l'Union des Mines, membre du conseil de surveillance de Schneider et Cie[3], qui épouse Marie de Garempel de Bressieux ;
- Joseph Marie Raymond (1890-1916) ;
- Andrée Gabrielle Marie, dite Dolly (1891-1964), épouse du baron de Guerre ;

Il se remarie l'année suivante avec Marguerite de Pechpeyrou-Comminges de Guitaut, fille du comte Athanase de Guitaut et de Louise Soult de Dalmatie (1842-1923), sœur de Geneviève Soult de Dalmatie et petite-fille du maréchal d'Empire Jean-de-Dieu Soult, dont :
- Alix (1893-1980), épouse Claude Ferdinand Prosper Brugière, baron de Barante (1878-1939), ministre plénipotentiaire ;
- Jeanne (1895), religieuse des Filles de la charité de Saint-Vincent-de-Paul ;
- Arnaud de Solages (1898-1981), religieux de la Compagnie de Jésus ;
- Alain (1900-1975), marié à Marie-Louise Goüin, fille de Gaston Goüin et petite-nièce de Paul Cottin ;
- Béatrix (1904-1990), épouse du banquier Louis Froissart.

## Mandats de député
- Tarn : 1889-14 octobre 1892 (démission) et 1898-1902

## Pour approfondir